# Boston Celtics 2002-2003
La stagione 2002-03 dei Boston Celtics fu la 57ª nella NBA per la franchigia.
I Boston Celtics arrivarono terzi nella Atlantic Division della Eastern Conference con un record di 44-38. Nei play-off vinsero il primo turno con gli Indiana Pacers (4-2), perdendo poi la semifinale di conference con i New Jersey Nets (4-0).

## Regular season
| Squadra            | V  | P  | %    | GB |
| ------------------ | -- | -- | ---- | -- |
| New Jersey Nets    | 49 | 33 | 59,8 | -  |
| Philadelphia 76ers | 48 | 34 | 58,5 | 1  |
| Boston Celtics     | 44 | 38 | 53,7 | 5  |
| Orlando Magic      | 42 | 40 | 51,2 | 7  |
| Washington Wizards | 37 | 45 | 45,1 | 12 |
| New York Knicks    | 37 | 45 | 45,1 | 12 |
| Miami Heat         | 25 | 57 | 30,5 | 24 |

## Roster
| N° | Naz.                   | Ruolo | Sportivo          | Anno | Alt. | Peso |
| -- | ---------------------- | ----- | ----------------- | ---- | ---- | ---- |
| 0  | Stati Uniti (bandiera) | A     | Walter McCarty    | 1974 | 208  | 104  |
| 4  | Stati Uniti (bandiera) | AC    | Tony Battie       | 1976 | 211  | 104  |
| 5  | Stati Uniti (bandiera) | G     | Kedrick Brown     | 1981 | 201  | 101  |
| 7  | Stati Uniti (bandiera) | G     | Tony Delk         | 1974 | 185  | 189  |
| 8  | Stati Uniti (bandiera) | A     | Antoine Walker    | 1976 | 203  | 102  |
| 9  | Stati Uniti (bandiera) | G     | J.R. Bremer       | 1980 | 188  | 84   |
| 11 | Stati Uniti (bandiera) | AC    | Mark Bryant       | 1965 | 206  | 111  |
| 11 | Stati Uniti (bandiera) | G     | Shammond Williams | 1975 | 185  | 91   |
| 12 | Stati Uniti (bandiera) | G     | Bimbo Coles       | 1968 | 185  | 82   |
| 30 | Stati Uniti (bandiera) | C     | Mark Blount       | 1975 | 213  | 104  |
| 31 | Stati Uniti (bandiera) | C     | Mikki Moore       | 1975 | 211  | 102  |
| 34 | Stati Uniti (bandiera) | A     | Paul Pierce       | 1977 | 198  | 104  |
| 41 | Croazia (bandiera)     | C     | Bruno Šundov      | 1980 | 218  | 100  |
| 42 | Stati Uniti (bandiera) | A     | Vin Baker         | 1971 | 211  | 105  |
| 43 | Stati Uniti (bandiera) | A     | Grant Long        | 1966 | 203  | 102  |
| 45 | Argentina (bandiera)   | A     | Rubén Wolkowyski  | 1973 | 208  | 122  |
| 55 | Stati Uniti (bandiera) | A     | Eric Williams     | 1972 | 203  | 100  |

## Staff tecnico
- Allenatore: Jim O'Brien
- Vice-allenatori: Dick Harter, Lester Conner, Frank Vogel, John Carroll, Joe Gallagher
- Preparatore atletico: Ed Lacerte